# John Dingell
John David Dingell, Jr., född 8 juli 1926 i Colorado Springs i Colorado, död 7 februari 2019 i Dearborn i Michigan, var en amerikansk politiker. Han representerade demokraterna i USA:s representanthus 13 december 1955–3 januari 2015. Han blev i februari 2009 den långvarigaste ledamoten i representanthusets historia och den 8 juni 2013 i hela kongressens historia, båda kamrarna medräknade.
Dingell tjänstgjorde i USA:s armé 1944–1946. Han studerade vid Georgetown University. Han avlade 1949 grundexamen och 1952 juristexamen.
Fadern John David Dingell, Sr. representerade delstaten Michigans 15:e distrikt i representanthuset 1933–1955. Han avled 1955 i ämbetet och sonen valdes till representanthuset i ett fyllnadsval.
John Dingell omvaldes tjugonio gånger.
Dingell var ordförande i representanthusets energi- och handelsutskott 1981–1995 och 2007–2009.